# Itubwa Amram
Alfred Itubwa Amram (ur. w 1922, zm. 17 lipca 1989) – nauruański polityk, członek parlamentu.
Pierwszy autochton, który otrzymał wykształcenie teologiczne za granicą (trwały one sześć lat). Studiował w Australii. Później odebrał stypendium w Nowym Jorku. Na swoją rodzinną wyspę powrócił w 1956 roku.
Był jednym z czołowych duchownych protestanckich na wyspie. W 1967 roku wszedł w skład konstytuanty. Rok później, dostał się do parlamentu Nauru (jako reprezentant okręgu wyborczego Aiwo). Był pierwszym przewodniczącym Parlamentu Nauru; był również ministrem ds. Nauruańskiego Kościoła Kongregacjonalnego. W wyborach z 1971 roku nie uzyskał reelekcji; jego miejsce zajął 26-letni Kinza Clodumar.